# Нектанеб I
Нектанеб I (єгипет. Хеперкара Нехтнебеф) — давньоєгипетський фараон, який правив у 380-362 до н. е. Засновник XXX (Себеннітської), останньої корінної давньоєгипетської династії.

## Життєпис
Походив з Себенніта (єгипет. Теб-Нутер). Зайняв престол, скинувши Неферіта II. Своєю резиденцією зробив рідне місто Себенніт.
Нектанеб I успадкував від Мендеської династії певні відносини з Евагором Саламинським і персами. Повідомлення античних авторів дуже короткі і вказують тільки на те, що зміна династії сталася під час війни з персами і, що Евагор I не міг розраховувати на Нектанеба. Нектанеб між тим діяльно готувався до війни, будучи впевнений, що, звільнившись від кіпрської війни та влаштувавши малоазійські справи, Артаксеркс II повинен буде для відновлення імперії Ахеменідів в повному обсязі рушити на Єгипет. Оскільки тоді ніхто не обходився без грецьких найманців, то він запросив на свою службу вправного афінського полководця Хабрія. Але Фарнабаз, призначений Артаксерксом в головнокомандувачі, переконав перського царя зробити афінянам натяк про несумісність перебування Хабрія в Єгипті з добрими відносинами Афін до Перської державі. Перський цар був у той час розпорядником долі Еллади, і афіняни не тільки, покірно підкорившись його велінню і відкликали Хабрія, але навіть послали на службу до царя полководця Іфікрата.

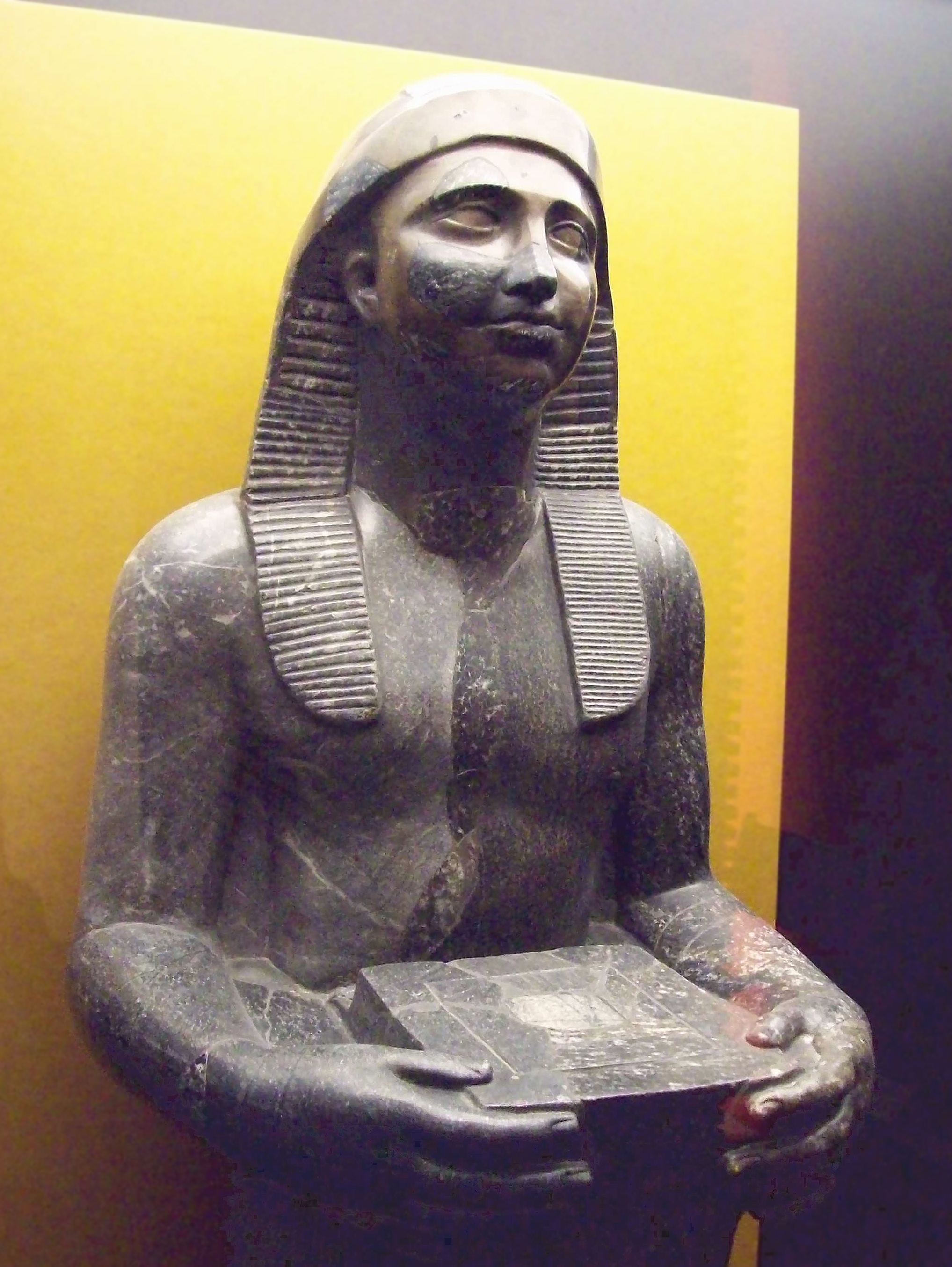
Нектанеб I

У 374 до н. е. з Акко виступила на Єгипет величезна перська армія, яка налічує, за словами античних істориків, 200 тисяч персів, 20 тисяч грецьких найманців і 300 військових суден. Командував цією армією Фарнабаз. Тим часом Нектанеб зміцнив все гирло Нілу, і біля Пелусія загородив вхід в країну каналами і дамбами. Цю оборону не можна було пробити, але флот Фарнабаза обійшов зміцнення, і перси висадилися біля мендеського русла. Гарнізон Мендеса, 3000 воїнів вступив в відчайдушний бій, але був винищений переважаючими силами ворога, який оволодів містом, зруйнував його стіни, а жителів звернув у рабство. Це відбулося досить швидко, поки ще не встигло прибути все перське військо. Іфікрат радив негайно, не чекаючи його, йти на Мемфіс, поки ще він не захищений. Фарнабаз був проти і не дозволяв Іфікрату на свій страх і ризик спробувати взяти Мемфіс, боячись, що він потім не віддасть місто персам.
Між тим час тягнувся. Перські воїни почали грабувати країну і її храми, влаштовувати масову різанину населення, і продавати його в рабство. Поки перське командування збирало свою армію, що займалась мародерством, Нектанеб сильно зміцнив Мемфіс і навіть перейшов в наступ до взятій персами фортеці. В цих сутичках єгиптяни залишалися часто переможцями. Тим часом на Нілі настала повінь, після чого перській армії довелося відступити з Єгипту з втратами. Іфікрат втік до Афін. 373 року до н. е. афінський полководець Тимофій запропонував свої послуги Артаксерксу II, але і йому не вдалось підкорити Єгипет. Нектанеб мав право тріумфувати перемогу і накреслити на одній зі стін у Карнаці традиційний список переможених ним азійських варварів.
Нектанеб I всіляко догоджав жерцям. На першому ж році свого царювання він віддав храму Нейт в Саїсі десятину з золота, срібла і всього іншого, що ввозиться з країн «грецького моря» і виробленого в Навкратісі. У написі, присвяченому цьому даруванню, цар зображувався не тільки як той, що сам дбає про будівництво та забезпечення храмів, а такожо є запитувачам у жерців ради у всякій храмовій справі і діє по їх слову. Тим не менш, він, мабуть, не підтримував інтересів жерців в тій мірі, в якій це було для них бажано, тому що демотична хроніка натякає, що фараон користувався своєю владою над Єгиптом і храмами лише з метою отримання срібла.
При Нектанебі Єгипет пережив значний господарський розквіт. Від часу його правління збереглося багато пам'яток мистецтва, які свідчать про повернення до старих традицій, існуючих до захоплення країни персами. Сліди будівельної і художньої діяльності Нектанеба розсіяні по всьому Єгипту і є навіть у Великій Оазі. Особливо їм прикрашені Дельта: зокрема Мемфіс і його рідні міста Пахебі (Бехбейт), в якому він побудував храм з дорогого цільного Ассуанской граніту і Себенніт, де був збудований новий храм богу війни Онуріс-Шу. Ім'я Нектанеба I в цьому храмі Нехта-Хор-Неб Мери-Анхур пояснює манефонівську транскрипцію, що цар змінив своє ім'я. Нектанеб підніс колосальні дари храму живих Апісів. Знайдені саркофаг і ушебти, вказують на те, що Нектанеб помер на престолі. Саркофаг царя, знайдений в одній з каїрських мечетей і покритий зображеннями з «Книги мертвих» тепер знаходиться в Лондоні.
Правив 18 років.